# ISQUARE

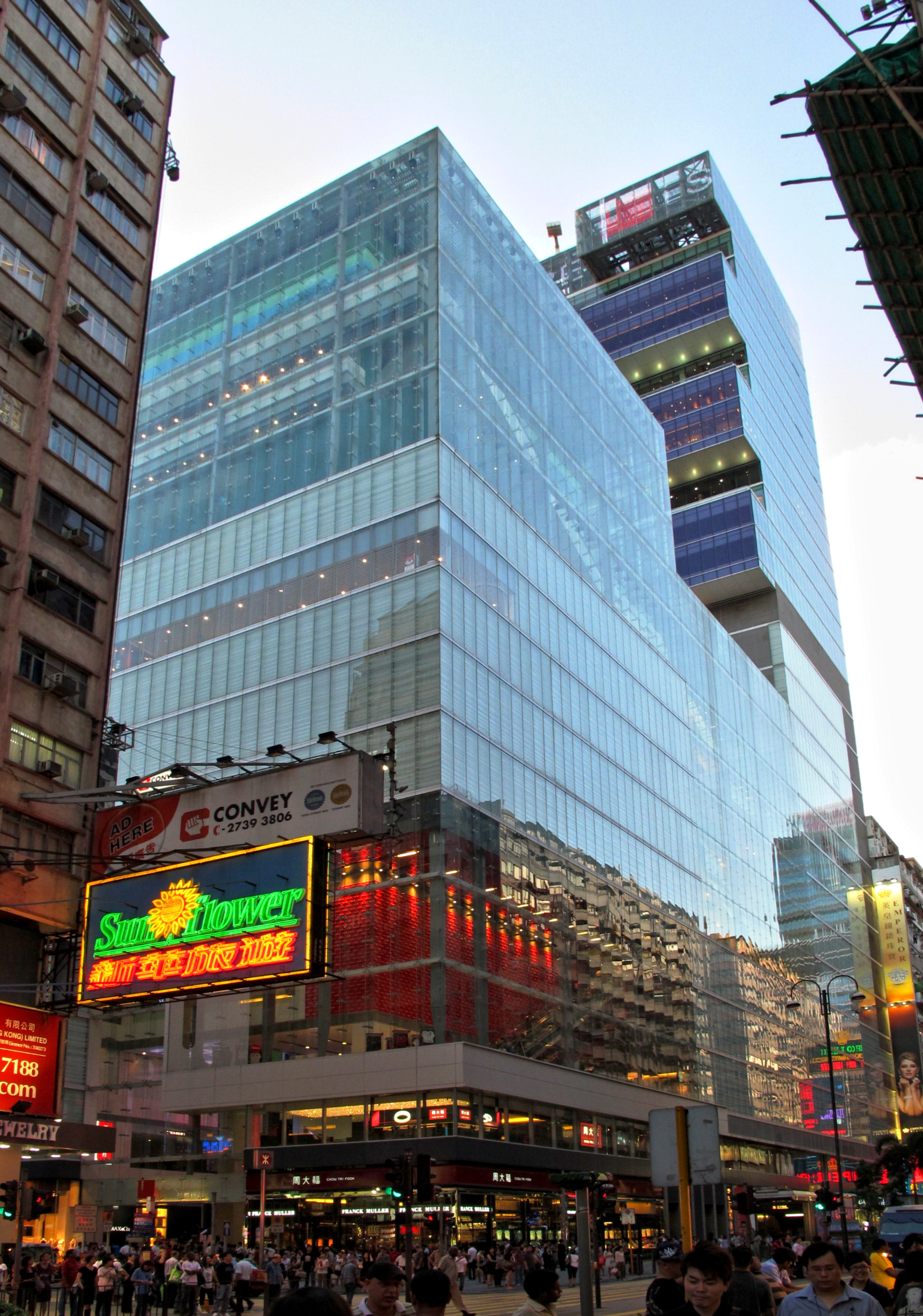
iSQUARE

iSQUARE(중국어: 國際廣場)는 홍콩 가우룽 네이선 로드에 위치한 쇼핑 센터이다.